# المبارزة في الألعاب الأولمبية الصيفية 2020
ستشهد منافسات المبارزة في الألعاب الأولمبية الصيفية لعام 2020 في طوكيو 12 فعالية، وهي المرة الأولى التي تقام فيها الفعاليات الجماعية والفردية في جميع الأسلحة الثلاثة للرجال والنساء.
كان مقررًا في الأصل اقامة الفعاليات من 25 يوليو إلى 2 أغسطس 2020 ، ولكن تم تأجيل الألعاب بسبب وباء كورونا وتمت إعادة جدولتها لتقام من 24 يوليو إلى 1 أغسطس 2021.

## التصفيات
هناك 200 مقعد مخصص للمبارزة في دورة الألعاب الأولمبية الصيفية 2020. يعتمد التأهل كجزئ منه بشكل أساسي على التصنيف الرسمي للاتحاد الدولي للمبارزة (FIE) اعتبارًا من 4 أبريل 2021 ، اما بقية المقاعد فهي تحدد من خلال بطولات تأهيلية تقام في 4 مناطق اقليمية ( اسيا وأوقيانوسيا + أفريقيا + أوروبا + الامريكيتين).
بالنسبة لفعاليات الفرق، يتأهل 8 فرق في كل فعالية. يجب أن يتكون كل فريق من 3 مبارزين على الأقل. تتأهل أفضل 4 فرق مرتبة. سيتأهل الفريق التالي الأفضل تصنيفًا من كل منطقة (إفريقيا والأمريكيتين وأوروبا وآسيا وأوقيانوسيا) طالما تم تصنيفه ضمن أفضل 16 فريقًا. إذا لم يكن للمنطقة أي فرق مصنفة بين الخامس والسادس عشر، فسيتم اختيار الدولة الأفضل ترتيبًا والتي لم تتأهل بالفعل بغض النظر عن المنطقة.
بالنسبة للفعاليات الفردية، يتأهل المبارزون الثلاثة أعضاء الفرق المتأهلة للمنافسة الفردية تلقائيًا. ستُمنح ستة مقاعد أخرى بناءً على التصنيف (تجاهل المبارزين من البلدان ذات المؤهلات الجماعية، مع مراعاة أفضل مبارز فقط من كل دولة): أفضل مبارزين من كل من أوروبا وآسيا وأوقيانوسيا، والمبارز الأول من كل من الأمريكتين وأفريقيا. سيتم منح 4 مقاعد أخرى (1 لكل منطقة) من خلال البطولات التأهيلية للمنطقة ؛ فقط البلدان التي ليس لديها مبارز مؤهل في الحدث ستكون مؤهلة للمشاركة في هذه البطولات المؤهلة للمنطقة
الدولة المضيفة، اليابان، مضمونة بحد أدنى 8 مقاعد.

## الدول المشاركة
- الجزائر (4)
- الأرجنتين (1)
- أذربيجان (1)
- البرازيل (2)
- كندا (11)
- تشيلي (1)
- الصين (14)
- كولومبيا (1)
- جمهورية التشيك (2)
- مصر (14)
- إستونيا (4)
- فرنسا (18)
- جورجيا (1)
- ألمانيا (9)
- بريطانيا العظمى (1)
- اليونان (1)
- هونغ كونغ (8)
- المجر (13)
- الهند (1)
- إيران (4)
- إيطاليا (24)
- اليابان (21) Host
- كازاخستان (1)
- قيرغيزستان (1)
- المكسيك (1)
- المغرب (1)
- هولندا (1)
- بيرو (1)
- بولندا (5)
- خطأ لوا في وحدة:Country_alias على السطر 165: Invalid country alias: OCR.
- رومانيا (2)
- السنغال (1)
- سنغافورة (2)
- كوريا الجنوبية (18)
- إسبانيا (1)
- سويسرا (4)
- تونس (8)
- تركيا (1)
- أوكرانيا (6)
- الولايات المتحدة (23)
- أوزبكستان (3)
- فنزويلا (2)

## جدول
| ج.أ | الجولات الأولى | ¼ | الدور ربع النهائي | ½ | نصف النهائي | ن | نهائيات |

| تاريخ                     | 24 يوليو | 24 يوليو | 24 يوليو | 24 يوليو | 25 يوليو | 25 يوليو | 25 يوليو | 25 يوليو | 26 يوليو | 26 يوليو | 26 يوليو | 26 يوليو | 27 يوليو | 27 يوليو | 27 يوليو | 27 يوليو | 28 يوليو | 28 يوليو | 28 يوليو | 28 يوليو | 29 يوليو | 29 يوليو | 29 يوليو | 29 يوليو | 30 يوليو | 30 يوليو | 30 يوليو | 30 يوليو | 31 يوليو | 31 يوليو | 31 يوليو | 31 يوليو | 1 أغسطس | 1 أغسطس | 1 أغسطس | 1 أغسطس |
| فعالية                    | م        | م        | ه        | ه        | م        | م        | ه        | ه        | م        | م        | م        | م        | م        | م        | ه        | ه        | م        | م        | ه        | ه        | م        | م        | ه        | ه        | م        | م        | ه        | ه        | م        | م        | ه        | ه        | م       | م       | م       | م       |
| ------------------------- | -------- | -------- | -------- | -------- | -------- | -------- | -------- | -------- | -------- | -------- | -------- | -------- | -------- | -------- | -------- | -------- | -------- | -------- | -------- | -------- | -------- | -------- | -------- | -------- | -------- | -------- | -------- | -------- | -------- | -------- | -------- | -------- | ------- | ------- | ------- | ------- |
| سيف المبارزة فردي الرجال  |          |          |          |          | ج.ا      | ¼        | ½        | ن        |          |          |          |          |          |          |          |          |          |          |          |          |          |          |          |          |          |          |          |          |          |          |          |          |         |         |         |         |
| سيف المبارزة فرق الرجال   |          |          |          |          |          |          |          |          |          |          |          |          |          |          |          |          |          |          |          |          |          |          |          |          | ج        | ¼        | ½        | ن        |          |          |          |          |         |         |         |         |
| سيف الشيش فردي الرجال     |          |          |          |          |          |          |          |          | ج.أ      | ¼        | ½        | ن        |          |          |          |          |          |          |          |          |          |          |          |          |          |          |          |          |          |          |          |          |         |         |         |         |
| سيف الشيش فرق الرجال      |          |          |          |          |          |          |          |          |          |          |          |          |          |          |          |          |          |          |          |          |          |          |          |          |          |          |          |          |          |          |          |          | ج       | ¼       | ½       | ن       |
| سيف عربي فردي الرجال      | ج.أ      | ¼        | ½        | ن        |          |          |          |          |          |          |          |          |          |          |          |          |          |          |          |          |          |          |          |          |          |          |          |          |          |          |          |          |         |         |         |         |
| سيف عربي فرق الرجال       |          |          |          |          |          |          |          |          |          |          |          |          |          |          |          |          | ج        | ¼        | ½        | ن        |          |          |          |          |          |          |          |          |          |          |          |          |         |         |         |         |
| سيف المبارزة فردي السيدات | ج.أ      | ¼        | ½        | ن        |          |          |          |          |          |          |          |          |          |          |          |          |          |          |          |          |          |          |          |          |          |          |          |          |          |          |          |          |         |         |         |         |
| سيف المبارزة فرق السيدات  |          |          |          |          |          |          |          |          |          |          |          |          | ج        | ¼        | ½        | ن        |          |          |          |          |          |          |          |          |          |          |          |          |          |          |          |          |         |         |         |         |
| سيف الشيش فردي السيدات    |          |          |          |          | ج.أ      | ¼        | ½        | ن        |          |          |          |          |          |          |          |          |          |          |          |          |          |          |          |          |          |          |          |          |          |          |          |          |         |         |         |         |
| سيف الشيش فرق السيدات     |          |          |          |          |          |          |          |          |          |          |          |          |          |          |          |          |          |          |          |          | ج        | ¼        | ½        | ن        |          |          |          |          |          |          |          |          |         |         |         |         |
| سيف عربي فردي السيدات     |          |          |          |          |          |          |          |          | ج.أ      | ¼        | ½        | ن        |          |          |          |          |          |          |          |          |          |          |          |          |          |          |          |          |          |          |          |          |         |         |         |         |
| سيف عربي فرق السيدات      |          |          |          |          |          |          |          |          |          |          |          |          |          |          |          |          |          |          |          |          |          |          |          |          |          |          |          |          | ج        | ¼        | ½        | ن        |         |         |         |         |

## الميداليات

### جدول الميداليات
تنافس رياضيون من 42 دولة في الأولمبياد في حدث المبارزة.  *   البلد المضيف ( اليابان)
| المرتبة | فريق                                                                     | ذهبية | فضية | برونزية | المجموع |
| ------- | ------------------------------------------------------------------------ | ----- | ---- | ------- | ------- |
| 1       | خطأ لوا في وحدة:Country_alias على السطر 165: Invalid country alias: OCR. | 3     | 4    | 1       | 8       |
| 2       | فرنسا                                                                    | 2     | 2    | 1       | 5       |
| 3       | كوريا الجنوبية                                                           | 1     | 1    | 3       | 5       |
| 4       | المجر                                                                    | 1     | 1    | 1       | 3       |
| 5       | إستونيا                                                                  | 1     | 0    | 1       | 2       |
| 5       | الولايات المتحدة                                                         | 1     | 0    | 1       | 2       |
| 7       | اليابان*                                                                 | 1     | 0    | 0       | 1       |
| 7       | هونغ كونغ                                                                | 1     | 0    | 0       | 1       |
| 7       | الصين                                                                    | 1     | 0    | 0       | 1       |
| 10      | إيطاليا                                                                  | 0     | 3    | 2       | 5       |
| 11      | رومانيا                                                                  | 0     | 1    | 0       | 1       |
| 12      | أوكرانيا                                                                 | 0     | 0    | 1       | 1       |
| 12      | جمهورية التشيك                                                           | 0     | 0    | 1       | 1       |
| المجموع | المجموع                                                                  | 12    | 12   | 12      | 36      |

### الحاصلون على الميداليات

#### الرجال
| Event             | الذهبية                                                               | الفضية | البرونزية                                                                            |
| ----------------- | --------------------------------------------------------------------- | --- | ------------------------------------------------------------------------------------ |
| سيف المبارزة فردي | رومان كانون · فرنسا                                                   | Gergely Siklósi · المجر | Ihor Reizlin · أوكرانيا                                                              |
| سيف المبارزة فرق  | اليابان · Koki Kano · Kazuyasu Minobe · Masaru Yamada · Satoru Uyama  | خطأ لوا في وحدة:Country_alias على السطر 165: Invalid country alias: OCR. Sergey Bida Sergey Khodos Pavel Sukhov Nikita Glazkov              | كوريا الجنوبية · Park Sang-young · Ma Se-geon · Song Jae-ho · Kweon Young-jun        |
| سيف الشيش فردي    | تشيونغ كا لونغ · هونغ كونغ                                            | دانييل جاروزو · إيطاليا | Alexander Choupenitch · جمهورية التشيك                                               |
| سيف الشيش فرق     | فرنسا · إنزو ليفورت · اروان لو بشو ‏ · Julien Mertine · Maxime Pauty   | خطأ لوا في وحدة:Country_alias على السطر 165: Invalid country alias: OCR. Anton Borodachev Kirill Borodachev فلاديسلاف ميلنيكوف ‏ تيمور سافين | الولايات المتحدة · Race Imboden · Nick Itkin · Alexander Massialas · Gerek Meinhardt |
| سيف عربي فردي     | Áron Szilágyi · المجر                                                 | Luigi Samele · إيطاليا | Kim Jung-hwan · كوريا الجنوبية                                                       |
| سيف عربي فرق      | كوريا الجنوبية · Oh Sang-uk · Kim Jun-ho · Kim Jung-hwan · Gu Bon-gil | إيطاليا · Luca Curatoli · Luigi Samele · Enrico Berrè · Aldo Montano                                                                        | المجر · Áron Szilágyi · András Szatmári · Tamás Decsi · Csanád Gémesi                |

#### السيدات
| Event             | الذهبية | الفضية | البرونزية |
| ----------------- | --- | --- | --- |
| سيف المبارزة فردي | Sun Yiwen · الصين | آنا ماريا برينزا · رومانيا | Katrina Lehis · إستونيا |
| سيف المبارزة فرق  | إستونيا · Julia Beljajeva · Irina Embrich · Erika Kirpu · Katrina Lehis | كوريا الجنوبية · Choi In-jeong · Kang Young-mi · Lee Hye-in · Song Se-ra | إيطاليا · Rossella Fiamingo · Federica Isola · Mara Navarria · Alberta Santuccio |
| سيف الشيش فردي    | لي كيفر · الولايات المتحدة | إنا ديرغلاسوفا [[ملف:خطأ لوا في وحدة:Country_alias على السطر 165: Invalid country alias: OCR.\|23x15px\|حدود\|alt=\|link=]] [[خطأ لوا في وحدة:Country_alias على السطر 165: Invalid country alias: OCR. في الألعاب الأولمبية الصيفية 2020\|خطأ لوا في وحدة:Country_alias على السطر 165: Invalid country alias: OCR.]] | لاريسا كوروبينيكوفا [[ملف:خطأ لوا في وحدة:Country_alias على السطر 165: Invalid country alias: OCR.\|23x15px\|حدود\|alt=\|link=]] [[خطأ لوا في وحدة:Country_alias على السطر 165: Invalid country alias: OCR. في الألعاب الأولمبية الصيفية 2020\|خطأ لوا في وحدة:Country_alias على السطر 165: Invalid country alias: OCR.]] |
| سيف الشيش فرق     | خطأ لوا في وحدة:Country_alias على السطر 165: Invalid country alias: OCR. إنا ديرغلاسوفا لاريسا كوروبينيكوفا مارتا مارتيانوفا أديلينا زاغيدولينا | فرنسا · أنيتا بليز · Astrid Guyart · Pauline Ranvier · يسورا ثيبوس | إيطاليا · Martina Batini · Erica Cipressa · Arianna Errigo · Alice Volpi |
| سيف عربي فردي     | صوفيا بوزدينياكوفا [[ملف:خطأ لوا في وحدة:Country_alias على السطر 165: Invalid country alias: OCR.\|23x15px\|حدود\|alt=\|link=]] [[خطأ لوا في وحدة:Country_alias على السطر 165: Invalid country alias: OCR. في الألعاب الأولمبية الصيفية 2020\|خطأ لوا في وحدة:Country_alias على السطر 165: Invalid country alias: OCR.]] | صوفيا فيليكايا [[ملف:خطأ لوا في وحدة:Country_alias على السطر 165: Invalid country alias: OCR.\|23x15px\|حدود\|alt=\|link=]] [[خطأ لوا في وحدة:Country_alias على السطر 165: Invalid country alias: OCR. في الألعاب الأولمبية الصيفية 2020\|خطأ لوا في وحدة:Country_alias على السطر 165: Invalid country alias: OCR.]] | مانون برونيه · فرنسا |
| سيف عربي فرق      | خطأ لوا في وحدة:Country_alias على السطر 165: Invalid country alias: OCR. Olga Nikitina صوفيا بوزدينياكوفا صوفيا فيليكايا | فرنسا · Sara Balzer · Cécilia Berder · مانون برونيه · Charlotte Lembach | كوريا الجنوبية · Kim Ji-yeon · Yoon Ji-su · Seo Ji-yeon · Choi Soo-yeon |

مصدر: Olympics.com

## روابط خارجية
- الاتحاد الدولي للمبارزة